# 1-nitropropaan
1-nitropropaan is een organische verbinding met als brutoformule C3H7NO2. De stof komt voor als een kleurloze vloeistof met een kenmerkende geur, die goed oplosbaar is in water.

## Toxicologie en veiligheid
De stof ontleedt bij verhitting, met vorming van giftige dampen en gassen. Ze reageert hevig met oxiderende stoffen en sterke basen.
De stof is irriterend voor de ogen en de luchtwegen.